# Kelheimer (Schiffstyp)
Kelheimer ist die Bezeichnung für eine größere Bauart der Zille, ein typischer Schiffs- und Bootstyp des Donauraums. Der heute bekannteste Vertreter ist die sogenannte Ulmer Schachtel.
Dieser Typ Zille wurde so genannt, da bis zur Einführung des Schiffbaus und Linienverkehrs ab Ulm Kelheim der Startpunkt für größere Schiffe flussabwärts war und somit diese Schiffe dort von den Schoppern gebaut wurden.
Verwendet wurden sie als Lastenschiff und Leitschiff.
Die „Kelheimer“ wurden als größere Zillen mit Längen bis etwa 30 Metern und 2 Tonnen Zuladung, und damit als wertvollere Schiffe, wieder mit lohnender Ladung wie Wein, Salz und ähnlichem Gut stromaufwärts zurückgezogen. 
Über die Jahrhunderte konnten Boote stromaufwärts nur durch Treideln entlang der Leinpfade vorankommen, die an der Donau Treppelwege genannt wurden. Dabei wurden die Boote zuerst von Menschen, ab dem 15. Jahrhundert zunehmend von Zugtieren stromaufwärts gezogen.
Diese späteren Schiffszüge waren streng organisiert und umfassten bis zu 60 Pferde und ebenso viel Mannschaft, als Schiffe einen Kelheimer (Hohenau genannt) oder deren mehrere (Nebenbei) und stets mehrere Zillen und Plätten als Funktionsschiffe für Tauwerk, Pferde und Vorräte. 